# Callistethus formosanus
Callistethus formosanus är en skalbaggsart som beskrevs av Kobayashi 1987. Callistethus formosanus ingår i släktet Callistethus och familjen Rutelidae. Inga underarter finns listade.